# Куртоподібні
Куртоподібні (Kurtiformes) — ряд променеперих риб (Actinopterygii). Включає дві родини, що поширені в Індо-Тихоокеанському регіоні. Ряд є частиною клади Percomorpha і вважається сестринським таксоном до бичкоподібних.

## Класифікація
- Куртові (Kurtidae) Bleeker, 1859 — 2 види;
- Апогонові (Apogonidae) Günther, 1859 — 370 видів.